# Beachvolleybal op de Pan-Amerikaanse Spelen 2015
Beachvolleybal was een van de onderdelen op de Pan-Amerikaanse Spelen 2015 in Toronto. Het was de vijfde keer dat de sport op de Pan-Amerikaanse beoefend werd. Het onderdeel vond plaats van 13 tot en met 21 juli in het tijdelijke Chevrolet Beach Volleyball Centre op Exhibition Place. Aan zowel het mannen- als vrouwentoernooi namen zestien tweetallen mee, verdeeld over vier groepen. De groepswinnaars gingen direct door naar de kwartfinales, terwijl de nummers twee en drie zich via een tussenronde konden kwalificeren voor de kwartfinales. Vanaf de kwartfinales werd via een knockoutsysteem gespeeld.

## Mannen

### Groepsfase
|  | Naar laatste acht |
|  | Naar tussenronde  |

#### Groep A
| # | Ploeg                | Punten | Wedstrijden | Wedstrijden | Spelpunten | Spelpunten | Spelpunten | Sets | Sets | Sets  |
| # | Ploeg                | Punten | W           | V           | W          | V          | Ratio      | W    | V    | Ratio |
| - | -------------------- | ------ | ----------- | ----------- | ---------- | ---------- | ---------- | ---- | ---- | ----- |
| 1 | Binstock / Schachter | 6      | 3           | 0           | 136        | 94         | 1,447      | 6    | 1    | 6,000 |
| 2 | Cairus / Vieyto      | 5      | 2           | 1           | 115        | 101        | 1,139      | 4    | 2    | 2,000 |
| 3 | Mora / Lopez         | 4      | 1           | 2           | 126        | 139        | 0,906      | 3    | 5    | 0,600 |
| 4 | García / Recinos     | 3      | 0           | 3           | 94         | 137        | 0,686      | 1    | 6    | 0,167 |

| Datum   |                      | Score |                  | Set 1   | Set 2   | Set 3   |
| ------- | -------------------- | ----- | ---------------- | ------- | ------- | ------- |
| 14 juli | Cairus / Vieyto      | 2 – 0 | García / Recinos | 21 – 15 | 21 – 16 |         |
| 14 juli | Binstock / Schachter | 2 – 1 | Mora / Lopez     | 21 – 14 | 16 – 21 | 15 – 10 |
| 15 juli | Binstock / Schachter | 2 – 0 | García / Recinos | 21 – 9  | 21 – 9  |         |
| 15 juli | Cairus / Vieyto      | 2 – 0 | Mora / Lopez     | 21 – 14 | 21 – 14 |         |
| 16 juli | García / Recinos     | 1 – 2 | Mora / Lopez     | 17 – 21 | 21 – 17 | 7 – 15  |
| 16 juli | Binstock / Schachter | 2 – 0 | Cairus / Vieyto  | 21 – 12 | 21 – 19 |         |

#### Groep B
| # | Ploeg                 | Punten | Wedstrijden | Wedstrijden | Spelpunten | Spelpunten | Spelpunten | Sets | Sets | Sets  |
| # | Ploeg                 | Punten | W           | V           | W          | V          | Ratio      | W    | V    | Ratio |
| - | --------------------- | ------ | ----------- | ----------- | ---------- | ---------- | ---------- | ---- | ---- | ----- |
| 1 | Felipe / Filho        | 6      | 3           | 0           | 150        | 114        | 1,316      | 6    | 1    | 6,000 |
| 2 | Ontiveros / Virgen    | 5      | 2           | 1           | 129        | 106        | 1,217      | 4    | 2    | 2,000 |
| 3 | Henríquez / Villafañe | 4      | 1           | 2           | 121        | 123        | 0,984      | 3    | 4    | 0,750 |
| 4 | Daniel / de Cuba      | 3      | 0           | 3           | 69         | 126        | 0,548      | 0    | 6    | 0,000 |

| Datum   |                       | Score |                       | Set 1   | Set 2   | Set 3   |
| ------- | --------------------- | ----- | --------------------- | ------- | ------- | ------- |
| 13 juli | Felipe / Filho        | 2 – 0 | Daniel / de Cuba      | 21 – 10 | 21 – 13 |         |
| 13 juli | Ontiveros / Virgen    | 2 – 0 | Henríquez / Villafañe | 21 – 15 | 21 – 18 |         |
| 14 juli | Felipe / Filho        | 2 – 1 | Henríquez / Villafañe | 21 – 15 | 18 – 21 | 15 – 10 |
| 14 juli | Ontiveros / Virgen    | 2 – 0 | Daniel / de Cuba      | 21 – 10 | 21 – 9  |         |
| 15 juli | Felipe / Filho        | 2 – 0 | Ontiveros / Virgen    | 21 – 14 | 33 – 31 |         |
| 15 juli | Henríquez / Villafañe | 2 – 0 | Daniel / de Cuba      | 21 – 14 | 21 – 13 |         |

#### Groep C
| # | Ploeg                | Punten | Wedstrijden | Wedstrijden | Spelpunten | Spelpunten | Spelpunten | Sets | Sets | Sets  |
| # | Ploeg                | Punten | W           | V           | W          | V          | Ratio      | W    | V    | Ratio |
| - | -------------------- | ------ | ----------- | ----------- | ---------- | ---------- | ---------- | ---- | ---- | ----- |
| 1 | Diaz / González      | 6      | 3           | 0           | 126        | 88         | 1,432      | 6    | 0    | MAX   |
| 2 | Capogrosso / Mehamed | 5      | 2           | 1           | 115        | 96         | 1,198      | 4    | 2    | 2,000 |
| 3 | Evans / Satterfield  | 4      | 1           | 2           | 94         | 113        | 0,832      | 2    | 4    | 0,500 |
| 4 | Bissette / Clercent  | 3      | 0           | 3           | 88         | 126        | 0,698      | 0    | 6    | 0,000 |

| Datum   |                      | Score |                      | Set 1   | Set 2   | Set 3 |
| ------- | -------------------- | ----- | -------------------- | ------- | ------- | ----- |
| 13 juli | Capogrosso / Mehamed | 0 – 2 | Diaz / González      | 19 – 21 | 12 – 21 |       |
| 13 juli | Evans / Satterfield  | 2 – 0 | Bissette / Clercent  | 21 – 18 | 21 – 11 |       |
| 14 juli | Evans / Satterfield  | 0 – 2 | Diaz / González      | 17 – 21 | 15 – 21 |       |
| 14 juli | Capogrosso / Mehamed | 2 – 0 | Bissette / Clercent  | 21 – 17 | 21 – 17 |       |
| 16 juli | Evans / Satterfield  | 0 – 2 | Capogrosso / Mehamed | 9 – 21  | 11 – 21 |       |
| 16 juli | Diaz / González      | 2 – 0 | Bissette / Clercent  | 21 – 13 | 21 – 12 |       |

#### Groep D
| # | Ploeg                | Punten | Wedstrijden | Wedstrijden | Spelpunten | Spelpunten | Spelpunten | Sets | Sets | Sets  |
| # | Ploeg                | Punten | W           | V           | W          | V          | Ratio      | W    | V    | Ratio |
| - | -------------------- | ------ | ----------- | ----------- | ---------- | ---------- | ---------- | ---- | ---- | ----- |
| 1 | Grimalt / Grimalt    | 6      | 3           | 0           | 127        | 84         | 1,512      | 6    | 0    | MAX   |
| 2 | Rodríguez / Haddock  | 5      | 2           | 1           | 114        | 99         | 1,152      | 4    | 2    | 2,000 |
| 3 | Williams / Withfield | 4      | 1           | 2           | 105        | 124        | 0,847      | 2    | 4    | 0,500 |
| 4 | Talavera / Vargas    | 3      | 0           | 3           | 92         | 131        | 0,702      | 0    | 6    | 0,000 |

| Datum   |                      | Score |                      | Set 1   | Set 2   | Set 3 |
| ------- | -------------------- | ----- | -------------------- | ------- | ------- | ----- |
| 13 juli | Grimalt / Grimalt    | 2 – 0 | Talavera / Vargas    | 21 – 11 | 21 – 12 |       |
| 13 juli | Rodríguez / Haddock  | 2 – 0 | Williams / Withfield | 21 – 12 | 21 – 15 |       |
| 15 juli | Grimalt / Grimalt    | 2 – 0 | Williams / Withfield | 21 – 11 | 22 – 20 |       |
| 15 juli | Rodríguez / Haddock  | 2 – 0 | Talavera / Vargas    | 21 – 15 | 21 – 15 |       |
| 16 juli | Grimalt / Grimalt    | 2 – 0 | Rodríguez / Haddock  | 21 – 19 | 21 – 11 |       |
| 16 juli | Williams / Withfield | 2 – 0 | Talavera / Vargas    | 21 – 15 | 26 – 24 |       |

### Tussenronde
| Datum   |                      | Score |                       | Set 1   | Set 2   | Set 3   |
| ------- | -------------------- | ----- | --------------------- | ------- | ------- | ------- |
| 17 juli | Ontiveros / Virgen   | 2 – 0 | Williams / Withfield  | 21 – 16 | 21 – 9  |         |
| 17 juli | Capogrosso / Mehamed | 2 – 0 | Mora / Lopez          | 21 – 15 | 21 – 15 |         |
| 17 juli | Cairus / Vieyto      | 2 – 0 | Evans / Satterfield   | 21 – 15 | 21 – 18 |         |
| 17 juli | Rodríguez / Haddock  | 2 – 1 | Henríquez / Villafañe | 19 – 21 | 21 – 19 | 15 – 13 |

### Eindronde
|  | Kwartfinale | Kwartfinale          | Kwartfinale       | Kwartfinale        | Kwartfinale |                    |                 | Halve finale | Halve finale | Halve finale | Halve finale | Halve finale |              |  | Finale | Finale            | Finale | Finale | Finale | Finale | Finale |
|  |             |                      |                   |                    |             |                    |                 |              |              |              |              |              |              |  |        |                   |        |        |        |        |        |
|  |             | Diaz / González      | 23                | 21                 | 15          |                    |                 |              |              |              |              |              |              |  |        |                   |        |        |        |        |        |
|  |             | Rodríguez / Haddock  | 25                | 13                 | 9           |                    |                 |              |              |              |              |              |              |  |        |                   |        |        |        |        |        |
|  |             | Rodríguez / Haddock  | 25                | 13                 | 9           |                    | Diaz / González | 17           | 15           |              |              |              |              |  |        |                   |        |        |        |        |        |
|  |             |                      |                   |                    |             |                    | Diaz / González | 17           | 15           |              |              |              |              |  |        |                   |        |        |        |        |        |
|  |             |                      | Felipe / Filho    | 21                 | 21          |                    |                 |              |              |              |              |              |              |  |        |                   |        |        |        |        |        |
|  |             | Felipe / Filho       | Felipe / Filho    | 21                 | 21          | 21                 | 21              |              |              |              |              |              |              |  |        |                   |        |        |        |        |        |
|  |             | Felipe / Filho       |                   |                    |             | 21                 | 21              |              |              |              |              |              |              |  |        |                   |        |        |        |        |        |
|  |             | Cairus / Vieyto      | 13                | 12                 |             |                    |                 |              |              |              |              |              |              |  |        |                   |        |        |        |        |        |
|  |             |                      |                   |                    |             |                    |                 |              |              |              |              |              |              |  |        | Felipe / Filho    | 21     | 13     | 8      |        |        |
|  |             |                      |                   | Ontiveros / Virgen | 18          | 21                 | 15              |              |              |              |              |              |              |  |        |                   |        |        |        |        |        |
|  |             | Binstock / Schachter | 19                | 24                 |             |                    |                 |              |              |              |              |              |              |  |        |                   |        |        |        |        |        |
|  |             | Ontiveros / Virgen   | 21                | 26                 |             |                    |                 |              |              |              |              |              |              |  |        |                   |        |        |        |        |        |
|  |             | Ontiveros / Virgen   | 21                | 26                 |             | Ontiveros / Virgen | 21              | 21           |              |              |              |              |              |  |        |                   |        |        |        |        |        |
|  |             |                      |                   |                    |             | Ontiveros / Virgen | 21              | 21           |              |              |              |              |              |  |        |                   |        |        |        |        |        |
|  |             |                      | Grimalt / Grimalt | 18                 | 13          |                    |                 |              | Troostfinale | Troostfinale | Troostfinale | Troostfinale | Troostfinale |  |        |                   |        |        |        |        |        |
|  |             | Grimalt / Grimalt    | Grimalt / Grimalt | 18                 | 13          | 21                 | 21              |              | Troostfinale | Troostfinale | Troostfinale | Troostfinale | Troostfinale |  |        |                   |        |        |        |        |        |
|  |             | Grimalt / Grimalt    |                   |                    |             | 21                 | 21              |              |              |              |              |              |              |  |        |                   |        |        |        |        |        |
|  |             | Capogrosso / Mehamed | 18                | 12                 |             |                    |                 |              |              |              |              |              |              |  |        | Diaz / González   | 18     | 25     | 15     |        |        |
|  |             |                      |                   |                    |             |                    |                 |              |              |              |              |              |              |  |        | Grimalt / Grimalt | 21     | 23     | 12     |        |        |

## Vrouwen

### Groepsfase
|  | Naar laatste acht |
|  | Naar tussenronde  |

#### Groep A
| # | Ploeg                    | Punten | Wedstrijden | Wedstrijden | Spelpunten | Spelpunten | Spelpunten | Sets | Sets | Sets  |
| # | Ploeg                    | Punten | W           | V           | W          | V          | Ratio      | W    | V    | Ratio |
| - | ------------------------ | ------ | ----------- | ----------- | ---------- | ---------- | ---------- | ---- | ---- | ----- |
| 1 | Humana-Paredes / Pischke | 6      | 3           | 0           | 126        | 78         | 1,615      | 6    | 0    | MAX   |
| 2 | Gómez / Nieto            | 5      | 2           | 1           | 113        | 86         | 1,314      | 4    | 2    | 2,000 |
| 3 | Bernier / Torruella      | 4      | 1           | 2           | 103        | 100        | 1,030      | 2    | 4    | 0,500 |
| 4 | Powery / Smith-Johnson   | 3      | 0           | 3           | 48         | 126        | 0,381      | 0    | 6    | 0,000 |

| Datum   |                          | Score |                        | Set 1   | Set 2   | Set 3 |
| ------- | ------------------------ | ----- | ---------------------- | ------- | ------- | ----- |
| 13 juli | Humana-Paredes / Pischke | 2 – 0 | Powery / Smith-Johnson | 21 – 8  | 21 – 10 |       |
| 13 juli | Gómez / Nieto            | 2 – 0 | Bernier / Torruella    | 21 – 15 | 21 – 15 |       |
| 14 juli | Humana-Paredes / Pischke | 2 – 0 | Bernier / Torruella    | 21 – 16 | 21 – 15 |       |
| 14 juli | Gómez / Nieto            | 2 – 0 | Powery / Smith-Johnson | 21 – 7  | 21 – 7  |       |
| 15 juli | Humana-Paredes / Pischke | 2 – 0 | Gómez / Nieto          | 21 – 15 | 21 – 14 |       |
| 15 juli | Bernier / Torruella      | 2 – 0 | Powery / Smith-Johnson | 21 – 5  | 21 – 11 |       |

#### Groep B
| # | Ploeg               | Punten | Wedstrijden | Wedstrijden | Spelpunten | Spelpunten | Spelpunten | Sets | Sets | Sets  |
| # | Ploeg               | Punten | W           | V           | W          | V          | Ratio      | W    | V    | Ratio |
| - | ------------------- | ------ | ----------- | ----------- | ---------- | ---------- | ---------- | ---- | ---- | ----- |
| 1 | Maestrini / Horta   | 6      | 3           | 0           | 138        | 81         | 1,704      | 6    | 1    | 6,000 |
| 2 | Alfaro / Cope       | 5      | 2           | 1           | 132        | 124        | 1,065      | 5    | 3    | 1,667 |
| 3 | Mardones / Rivas    | 4      | 1           | 2           | 119        | 138        | 0,862      | 3    | 5    | 0,600 |
| 4 | Machado / Rodríguez | 3      | 0           | 3           | 88         | 134        | 0,657      | 1    | 6    | 0,167 |

| Datum   |                   | Score |                     | Set 1   | Set 2   | Set 3   |
| ------- | ----------------- | ----- | ------------------- | ------- | ------- | ------- |
| 13 juli | Maestrini / Horta | 2 – 0 | Machado / Rodríguez | 21 – 7  | 21 – 13 |         |
| 13 juli | Alfaro / Cope     | 2 – 1 | Mardones / Rivas    | 16 – 21 | 21 – 14 | 15 – 11 |
| 14 juli | Maestrini / Horta | 2 – 0 | Mardones / Rivas    | 21 – 16 | 21 – 7  |         |
| 14 juli | Alfaro / Cope     | 2 – 0 | Machado / Rodríguez | 21 – 15 | 21 – 9  |         |
| 16 juli | Maestrini / Horta | 2 – 1 | Alfaro / Cope       | 21 – 11 | 18 – 21 | 15 – 6  |
| 16 juli | Mardones / Rivas  | 2 – 1 | Machado / Rodríguez | 21 – 13 | 14 – 21 | 15 – 10 |

#### Groep C
| # | Ploeg              | Punten | Wedstrijden | Wedstrijden | Spelpunten | Spelpunten | Spelpunten | Sets | Sets | Sets  |
| # | Ploeg              | Punten | W           | V           | W          | V          | Ratio      | W    | V    | Ratio |
| - | ------------------ | ------ | ----------- | ----------- | ---------- | ---------- | ---------- | ---- | ---- | ----- |
| 1 | Larsen / Metter    | 6      | 3           | 0           | 126        | 89         | 1,416      | 6    | 0    | MAX   |
| 2 | Galindo / Galindo  | 5      | 2           | 1           | 116        | 101        | 1,149      | 4    | 2    | 2,000 |
| 3 | Molina / Soler     | 4      | 1           | 2           | 113        | 137        | 0,825      | 2    | 5    | 0,400 |
| 4 | Orellana / Recinos | 3      | 0           | 3           | 113        | 141        | 0,801      | 1    | 6    | 0,167 |

| Datum   |                    | Score |                    | Set 1   | Set 2   | Set 3   |
| ------- | ------------------ | ----- | ------------------ | ------- | ------- | ------- |
| 13 juli | Larsen / Metter    | 2 – 0 | Molina / Soler     | 21 – 12 | 21 – 14 |         |
| 13 juli | Galindo / Galindo  | 2 – 0 | Orellana / Recinos | 21 – 14 | 21 – 15 |         |
| 15 juli | Galindo / Galindo  | 2 – 0 | Molina / Soler     | 21 – 18 | 21 – 12 |         |
| 15 juli | Larsen / Metter    | 2 – 0 | Orellana / Recinos | 21 – 13 | 21 – 18 |         |
| 16 juli | Larsen / Metter    | 2 – 0 | Galindo / Galindo  | 21 – 14 | 21 – 18 |         |
| 16 juli | Orellana / Recinos | 1 – 2 | Molina / Soler     | 18 – 21 | 23 – 21 | 12 – 15 |

#### Groep D
| # | Ploeg               | Punten | Wedstrijden | Wedstrijden | Spelpunten | Spelpunten | Spelpunten | Sets | Sets | Sets  |
| # | Ploeg               | Punten | W           | V           | W          | V          | Ratio      | W    | V    | Ratio |
| - | ------------------- | ------ | ----------- | ----------- | ---------- | ---------- | ---------- | ---- | ---- | ----- |
| 1 | Flores / Martinez   | 6      | 3           | 0           | 139        | 106        | 1,311      | 6    | 1    | 6,000 |
| 2 | Gallay / Klug       | 5      | 2           | 1           | 133        | 104        | 1,279      | 5    | 2    | 2,500 |
| 3 | Candelas / Revuelta | 4      | 1           | 2           | 107        | 114        | 0,939      | 2    | 4    | 0,500 |
| 4 | Davidson / Dyette   | 3      | 0           | 3           | 75         | 130        | 0,577      | 0    | 6    | 0,000 |

| Datum   |                     | Score |                     | Set 1   | Set 2   | Set 3   |
| ------- | ------------------- | ----- | ------------------- | ------- | ------- | ------- |
| 14 juli | Gallay / Klug       | 2 – 0 | Davidson / Dyette   | 21 – 11 | 21 – 13 |         |
| 14 juli | Candelas / Revuelta | 0 – 2 | Flores / Martinez   | 18 – 21 | 18 – 21 |         |
| 15 juli | Gallay / Klug       | 1 – 2 | Flores / Martinez   | 21 – 19 | 15 – 21 | 13 – 15 |
| 15 juli | Candelas / Revuelta | 2 – 0 | Davidson / Dyette   | 25 – 23 | 21 – 7  |         |
| 16 juli | Gallay / Klug       | 2 – 0 | Candelas / Revuelta | 21 – 15 | 21 – 10 |         |
| 16 juli | Flores / Martinez   | 2 – 0 | Davidson / Dyette   | 21 – 12 | 21 – 9  |         |

### Tussenronde
| Datum   |                   | Score |                     | Set 1   | Set 2   | Set 3 |
| ------- | ----------------- | ----- | ------------------- | ------- | ------- | ----- |
| 17 juli | Galindo / Galindo | 2 – 0 | Bernier / Torruella | 21 – 13 | 22 – 20 |       |
| 17 juli | Gallay / Klug     | 2 – 0 | Mardones / Rivas    | 21 – 9  | 21 – 10 |       |
| 17 juli | Alfaro / Cope     | 2 – 0 | Candelas / Revuelta | 21 – 18 | 21 – 11 |       |
| 17 juli | Gómez / Nieto     | 2 – 0 | Molina / Soler      | 21 – 12 | 21 – 16 |       |

### Eindronde
|  | Kwartfinale | Kwartfinale              | Kwartfinale       | Kwartfinale   | Kwartfinale |                          |    | Halve finale | Halve finale | Halve finale | Halve finale | Halve finale |              |    | Finale | Finale                   | Finale | Finale | Finale | Finale | Finale |
|  |             |                          |                   |               |             |                          |    |              |              |              |              |              |              |    |        |                          |        |        |        |        |        |
|  |             | Humana-Paredes / Pischke | 21                | 21            |             |                          |    |              |              |              |              |              |              |    |        |                          |        |        |        |        |        |
|  |             | Alfaro / Cope            | 12                | 12            |             |                          |    |              |              |              |              |              |              |    |        |                          |        |        |        |        |        |
|  |             | Alfaro / Cope            | 12                | 12            |             | Humana-Paredes / Pischke | 18 | 21           | 7            |              |              |              |              |    |        |                          |        |        |        |        |        |
|  |             |                          |                   |               |             | Humana-Paredes / Pischke | 18 | 21           | 7            |              |              |              |              |    |        |                          |        |        |        |        |        |
|  |             |                          | Flores / Martinez | 21            | 17          | 15                       |    |              |              |              |              |              |              |    |        |                          |        |        |        |        |        |
|  |             | Flores / Martinez        | Flores / Martinez | 21            | 17          | 15                       | 21 | 21           |              |              |              |              |              |    |        |                          |        |        |        |        |        |
|  |             | Flores / Martinez        |                   |               |             |                          | 21 | 21           |              |              |              |              |              |    |        |                          |        |        |        |        |        |
|  |             | Galindo / Galindo        | 18                | 12            |             |                          |    |              |              |              |              |              |              |    |        |                          |        |        |        |        |        |
|  |             |                          |                   |               |             |                          |    |              |              |              |              |              |              |    |        | Flores / Martinez        | 17     | 21     | 7      |        |        |
|  |             |                          |                   | Gallay / Klug | 21          | 19                       | 15 |              |              |              |              |              |              |    |        |                          |        |        |        |        |        |
|  |             | Larsen / Metter          | 18                | 12            |             |                          |    |              |              |              |              |              |              |    |        |                          |        |        |        |        |        |
|  |             | Gallay / Klug            | 21                | 21            |             |                          |    |              |              |              |              |              |              |    |        |                          |        |        |        |        |        |
|  |             | Gallay / Klug            | 21                | 21            |             | Gallay / Klug            | 21 | 21           | 15           |              |              |              |              |    |        |                          |        |        |        |        |        |
|  |             |                          |                   |               |             | Gallay / Klug            | 21 | 21           | 15           |              |              |              |              |    |        |                          |        |        |        |        |        |
|  |             |                          | Maestrini / Horta | 17            | 23          | 13                       |    |              | Troostfinale | Troostfinale | Troostfinale | Troostfinale | Troostfinale |    |        |                          |        |        |        |        |        |
|  |             | Maestrini / Horta        | Maestrini / Horta | 17            | 23          | 13                       | 21 | 19           | Troostfinale | Troostfinale | Troostfinale | Troostfinale | Troostfinale | 15 |        |                          |        |        |        |        |        |
|  |             | Maestrini / Horta        |                   |               |             |                          | 21 | 19           |              |              |              |              |              | 15 |        |                          |        |        |        |        |        |
|  |             | Gómez / Nieto            | 14                | 21            | 11          |                          |    |              |              |              |              |              |              |    |        | Humana-Paredes / Pischke | 9      | 14     |        |        |        |
|  |             |                          |                   |               |             |                          |    |              |              |              |              |              |              |    |        | Maestrini / Horta        | 21     | 21     |        |        |        |

## Medailles

### Medaillewinnaars
| Onderdeel | Goud | Goud                          | Zilver | Zilver                           | Brons | Brons                            |
| --------- | ---- | ----------------------------- | ------ | -------------------------------- | ----- | -------------------------------- |
| mannen    | MEX  | Rodolfo Ontiveros Juan Virgen | BRA    | Vitor Felipe Álvaro Morais Filho | CUB   | Nivaldo Diaz Sergio González     |
| vrouwen   | ARG  | Ana Gallay Georgina Klug      | CUB    | Lianma Flores Leila Martinez     | BRA   | Liliane Maestrini Carolina Horta |

### Medaillespiegel
| Rang   | Land       | Goud | Zilver | Brons | Totaal |
| 1      | Argentinië | 1    | 0      | 0     | 1      |
| 1      | Mexico     | 1    | 0      | 0     | 1      |
| 3      | Brazilië   | 0    | 1      | 1     | 2      |
| 3      | Cuba       | 0    | 1      | 1     | 2      |
| Totaal | Totaal     | 2    | 2      | 2     | 6      |